# Special Olympics Usbekistan
Special Olympics Usbekistan (englisch Special Olympics Uzbekistan) ist der von Usbekistan gegründete Verband von Special Olympics International mit Sitz in Taschkent. Ziel des Verbandes ist es, das ganze Jahr über Sport für Kinder, Jugendliche und Erwachsene mit geistiger Beeinträchtigung und Mehrfachbeeinträchtigung anzubieten, damit sie körperlich fit sind, ihren Mut zeigen können und Freundschaften zu anderen Athleten knüpfen können. So soll auch ihre Inklusion gefördert werden. Außerdem betreut der Verband die usbekischen Athletinnen und Athleten bei den internationalen Special Olympics Wettbewerben.

## Geschichte
Special Olympics Usbekistan wurde 2001 gegründet.

## Aktivitäten
Im Jahr 2015 waren in dem Verband 19.126 Athletinnen, Athleten und Unified Partner sowie 661 Trainer registriert.
Special Olympics Usbekistan bietet folgende Sportarten an: Alpinski, Badminton, Basketball, Boccia, Bowling, Eiskunstlauf, Floor Hockey, Fußball, Gymnastik, Handball, Judo, Kraftdreikampf, Leichtathletik, Roller Skating, Schneeschuhlaufen, Schwimmen, Skilanglauf, Tischtennis und Volleyball.
Der Verband nimmt an den drei  Programmen Athlete Leadership, Young Athletes Program und Family Support Network, die von Special Olympics International ins Leben gerufen wurden, teil.

### Teilnahme an vergangenen Weltspielen (Auswahl)

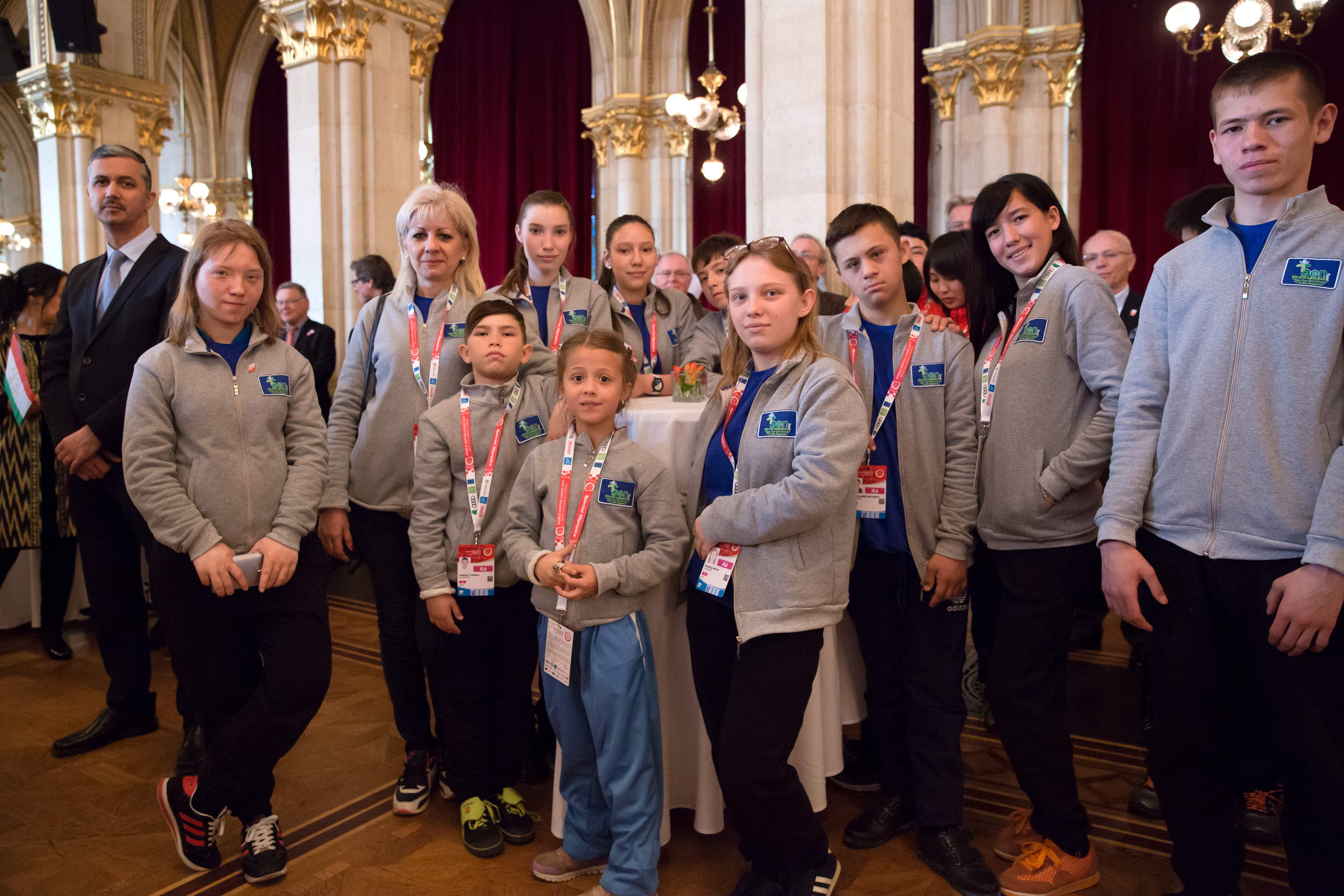
Special Olympics World Winter Games 2017 Team Usbekistan bei einem Empfang

- 2003 Special Olympics World Summer Games, Dublin, Irland
- 2007 Special Olympics World Summer Games, Shanghai, China (25 Athletinnen und Athleten)
- 2009 Special Olympics World Winter Games, Idaho, USA (7 Athletinnen und Athleten)
- 2015 Special Olympics World Summer Games, Los Angeles, USA (20 Athletinnen und Athleten)
- 2017 Special Olympics World Winter Games, Graz-Schladming-Ramsau, Österreich
- 2019 Special Olympics, World Summer Games, Abu Dhabi (23 Athletinnen und Athleten)[2]
- 2025 Special Olympics World Winter Games, Turin, Italien (10 Athletinnen und Athleten)[3]

### Teilnahme an den Special Olympics World Summer Games 2023 in Berlin
Der Verband Special Olympics Usbekistan nahm an den Special Olympics World Summer Games 2023 in Berlin teil. Die Delegation wurde vor den Spielen im Rahmen des Host Town Programs von Gifhorn betreut. Das Team gewann bei diesen Weltspielen 5 Gold-, 13 Silber- und 15 Bronzemedaillen.